# Тіт Анній Луск (претор 169 року до н. е.)
Тіт А́нній Луск (лат. Titus Annius Luskus; близько 220 до н. е. — після 169 до н. е.) — політичний і військовий діяч Римської республіки, претор 169 року до н. е.

## Життєпис
Походив з роду Анніїв. Син Марка Аннія, претор 218 році до н. е.
Про молоді роки Тіта Аннія немає відомостей. У 172 році до н. е. входив до складу посольства до македонського царя Персея, яке Сенат (Стародавній Рим)|сенат відправив через скаргу царя Евмена II, володаря Пергама. Посли переконалися, що Персей веде підготовку до війни з Римом і оголосили про припинення дружби і союзу з ним. Саме тому почалася Третя Македонська війна. У 169 році до н. е. Тіта Аннія було призначено претором для заселення нових колоністів у Аквілеї. Про подальшу долю його немає інформації.

## Родина
- Син — Тіт Анній Луск, консул 153 року до н. е.